# Egretta caerulea
Egretta caerulea là một loài chim trong họ Diệc.
Loài này sinh sản ở các quốc gia vùng Vịnh của Hoa Kỳ, qua Trung Mỹ và vùng Caribbean phía nam đến Peru và Uruguay. Chúng có phạm vi sinh sản định cư trong hầu hết phạm vi phân bố, nhưng một số cá thể có nơi sinh sống và sinh sản ở miền bắc di cư đến miền đông nam Hoa Kỳ hoặc xa hơn vào mùa đông. Có sự phân tán sau thời kỳ sinh sản ở phía bắc của phạm vi làm tổ, đến tận biên giới Canada-Hoa Kỳ.

## Hình ảnh

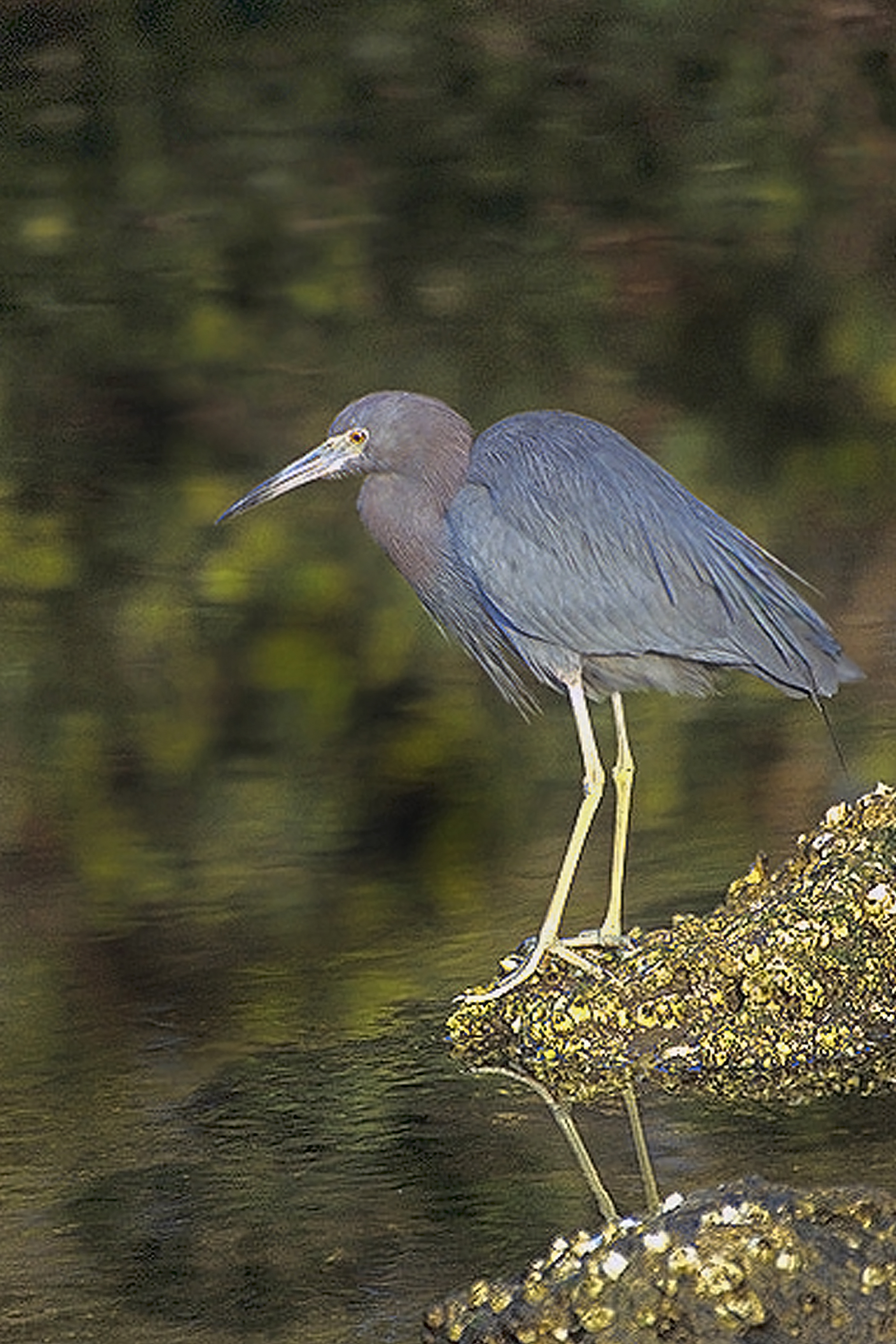
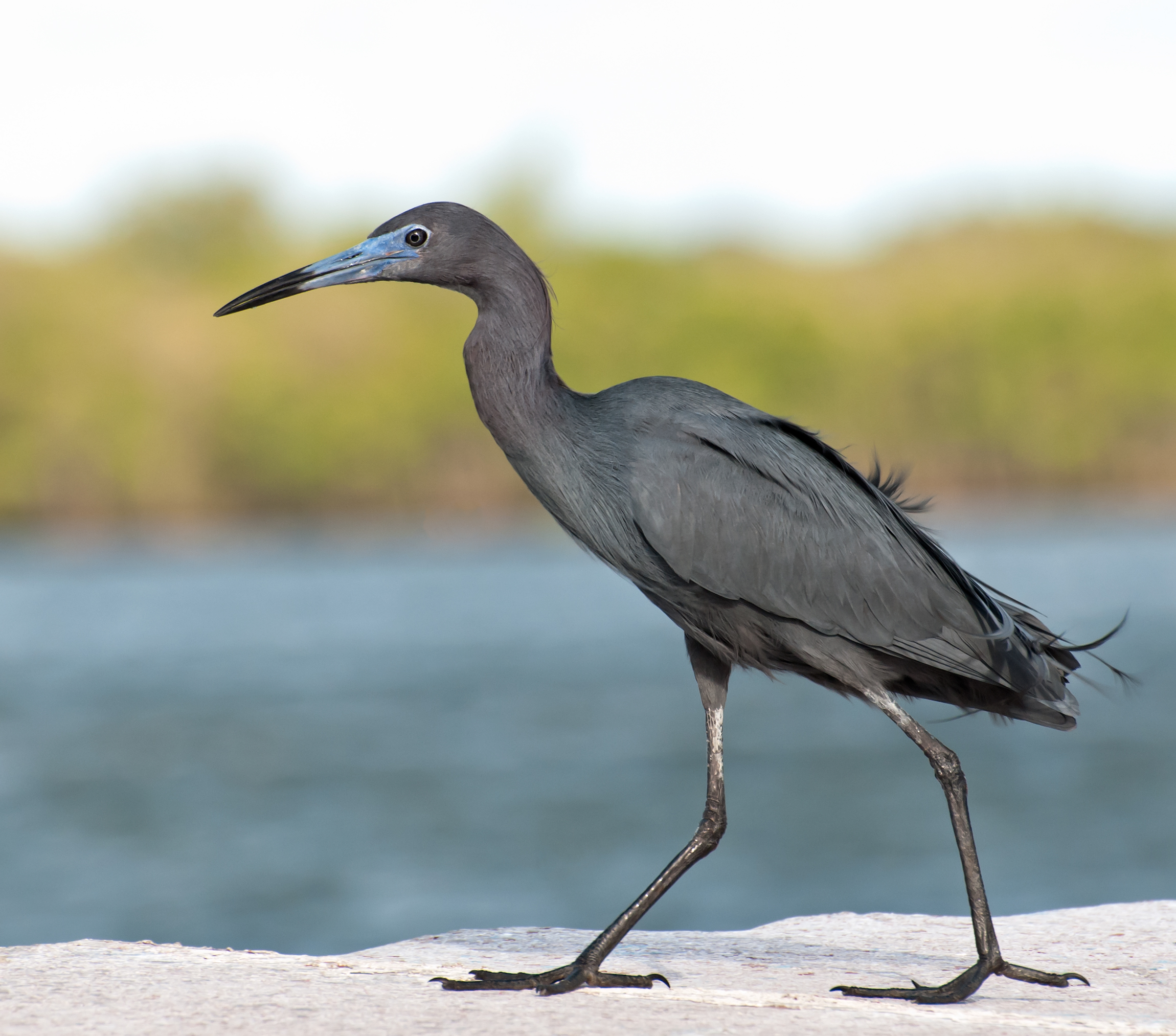
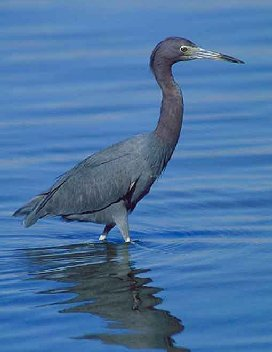
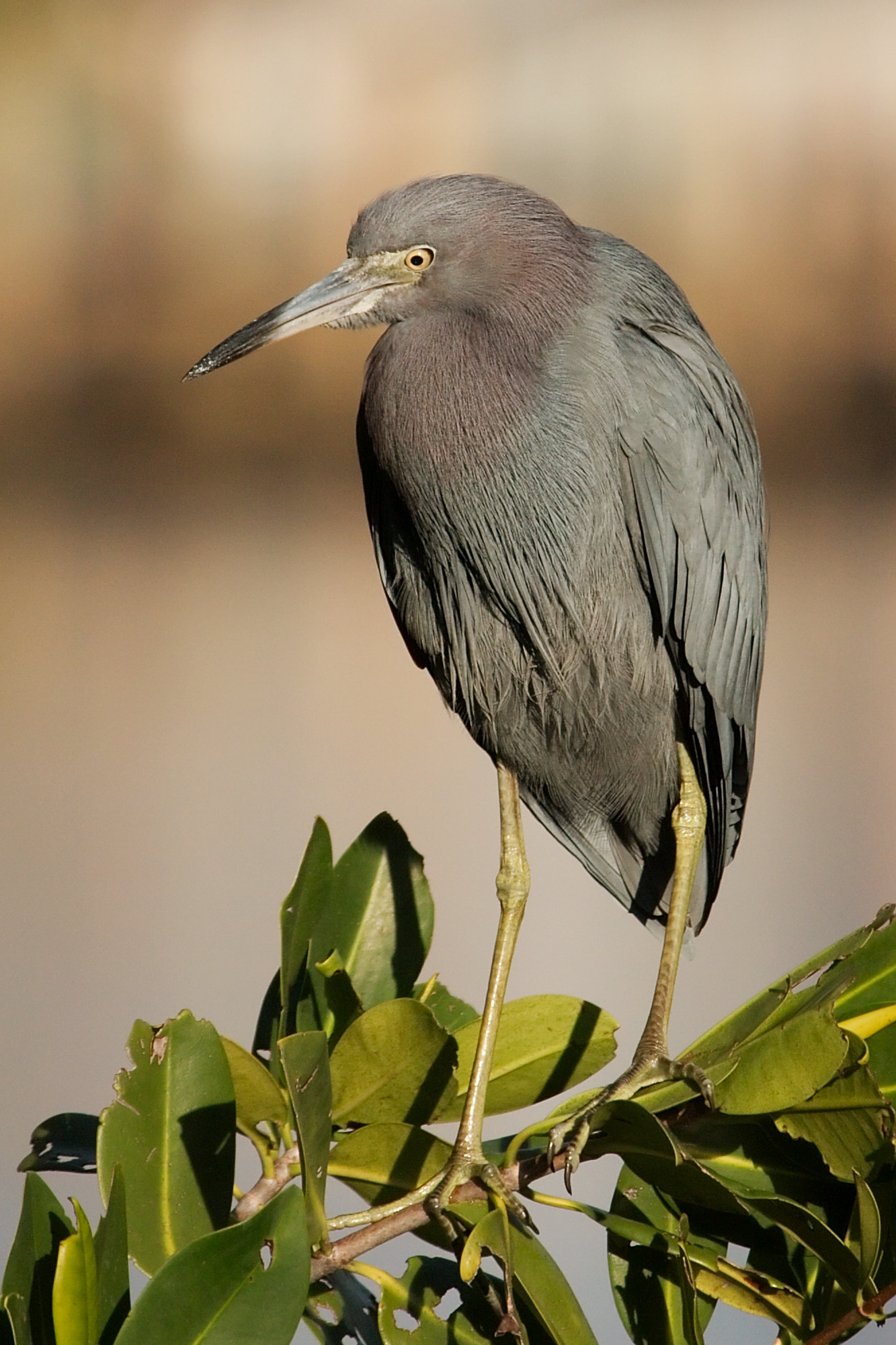
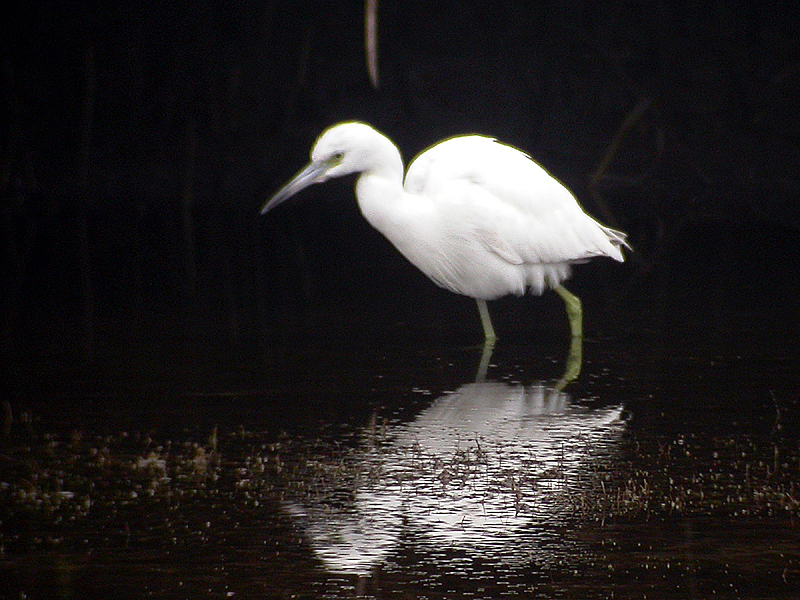